# Čitluk (gmina Sjenica)
Čitluk (cyr. Читлук) – wieś w Serbii, w okręgu zlatiborskim, w gminie Sjenica. W 2011 roku liczyła 165 mieszkańców.